# Асмаа Махфуз
Асмаа Махфуз (араб. أسماء محفوظ, 1 лютого 1985, Єгипет) — єгипетська політична активістка, одна з засновниць руху 6 квітня. Одна з активних учасниць Єгипетської революції 2011 року. Через політичні переслідування проживає за межами Єгипту.

## Життєпис
Народилася 1 лютого 1985 року в Єгипті. Закінчила Каїрський університет, отримала ступінь бакалавра за спеціальністю — ділове адміністрування.
У 2008 подала у відставку і почала активно займатися політичною діяльністю. Одна з співзасновників молодіжного руху 6 квітня (англ. the April 6 Youth Movement). Під час перехідного періоду, головною її метою було підвищення обізнаності людей про свої права.
До 2011 року працювала в комп'ютерній компанії.

## Участь у Єгипетській революції
Спільно з рядом соратників, таких як журналістка Мона Альтхаві, їй приписуються заклики до революції 25 січня шляхом розміщення відео із закликами до протестних демонстрацій. У відео-блозі розміщеному у Facebook на 18 січня, вона закликала єгиптян до захисту своїх прав і висловити своє несхвалення режиму Хосні Мубарака. Відео було завантажене на YouTube, за кілька днів про нього знав весь світ. В інтерв'ю з al-Mihwar TV, вона сказала, що за тиждень до 25 січня, вона виклала відео на Facebook, оголосивши, що тепер вона буде ходити на площу Тахрір в знак протесту. Останнім стимулом до виступу став акт самоспалення чотирьох осіб. Чотири інших єгиптян приєдналися до неї, поступово зібрався натовп слухачів. 
«На площі Тахрір я стала кричати щосили: „Єгиптяни, чотири особи вчинили акт самоспалення через приниження і злидні. Єгиптяни, чотири особи вчинили акт самоспалення, бо боялися не вогню, а органів безпеки. Чотири особи вчинили акт самоспалення, щоб сказати вам: «Прокиньтеся» — ми здійснюємо акт самоспалення, щоб ви почали діяти. Чотири особи вчинили акт самоспалення, щоб сказати режиму: „Прокинься. Ми ситі по горло. Ми здійснюємо акт самоспалення, щоб передати вам послання“.»
Але внутрішні служби безпеки швидко оточили і вигнали групу з площі.

В наступному відео вона оголосила про свій намір вийти на площу ще раз, на 25 січня, національне свято в Єгипті в честь поліцейських, загиблих у протистоянні з британськими військами. У цьому відео вона закликає єгиптян вийти на вулицю:
«Якщо ти вважаєш себе чоловіком, пішли зі мною на 25 січня. Той, хто каже, що жінкам не варто йти на акції протесту, тому що вони будуть отримувати стусани, відстоюйте честь і чоловічу гідність, ходімо зі мною на 25 січня. Той, хто говорить, що це того не варто, тому що там буде тільки жменька людей, я хочу сказати йому: „Ти причина цього, і ти зрадник, як президент або будь-який поліцейський безпеки, який б'є нас на вулиці“.»
В 2011 році Махфуз була заарештована за звинуваченням у наклепі й образі єгипетських військових називаючи їх «Радою собак». Вона була направлена для розгляду справи у військовий суд, що спонукало активістів, а також кандидатів у президенти, таких як Мухаммед аль-Барадаї і Айман Нур протестувати проти звинувачень, і розгляду справи у військовому суді. Махфуз була звільнена під заставу в розмірі Е£ 20,000 (відповідає приблизно US$ 3,350), і після цього Вища Рада Збройних Сил відмовилася від обвинувачення проти Асмаа, а також ще одного активіста, Лоя Нагаті.

## Світова відомість
27 жовтня 2011 Махфуз стала однією з двох активістів арабських революцій, яким була присуджена премія імені Сахарова, що вручається Європейським парламентом; вона отримала її як один з активістів єгипетської революції, чиє ім'я отримало широкий розголос і популярність в ЗМІ після заснування Руху 6 квітня, який зіграв велику роль у єгипетської революції. Асма Махфуз була визнана 381-й з 500 найбільш впливових фігур арабського світу згідно з даними журналу Arabian Business (араб. أريبيان بزنس) з причини її ролі під час революційних і наступних подій.
У березні 2012 року американський журнал «Newsweek» включив Махфуз в список «150 жінок, які вразили світ», вона стала однією з п'яти єгиптянок, які потрапили в нього. Причину її вибору в редакції журналу пояснили роллю Махфуз в розміщенні відео в соціальних мережах, назвавши її одним із лідерів революції в Єгипті.